# Dihimba
Dihimba ist ein Verwaltungsbezirk (Ward) des Distrikts Mtwara in der tansanischen Region Mtwara. 

## Geografie
Dihimba liegt im Südosten von Tansania etwa 25 Kilometer südwestlich von der Regionshauptstadt Mtwara. Die Fläche des Bezirks beträgt 254 Quadratkilometer. Bei der Volkszählung 2022 lebten hier 8429 Menschen in 2344 Haushalten.

## Gliederung
Der Bezirk besteht aus sieben Gemeinden (Mtaa) mit 29 Orten (Kitongoji):
| Dihimba - Dihimba - Sokoni - Ligula - Gharani - Malumo | Kinyamu - Shangani - Lusaka A - Shangani - Kinyamu | Njumbuli - Njumbuli - Majengo - Mnazini - Namiyundu | Manamawa - Manawanawa - Nahonyo - Namtwadi | Namkapi - Namkapi - Mkuda - Chinyeu - Mangucha - Chihope | Mpondomo - Mpondomo - Ngande - Milimba - Lusaka A | Namanjele - Minazini - Miembeni - Madula - Nachenga |

## Wirtschaft und Infrastruktur
- Bildung: Die Dihimba Secondary School ist eine weiterführende Schule, die Jugendliche bis zur 4. Stufe ausbildet.[6]
- Gesundheit: Im Bezirk befinden sich zwei staatliche Apotheken, je eine in den Orten Dihimba[7] und Namanjele.[8]